# Federación de Repúblicas Árabes
La Federación de Repúblicas Árabes (en Árabe اتحاد الجمهوريات العربية,' 'Ittiħād Al-Ŷumhūriyyāt Al-'Arabiyya', literalmente "Unión de Repúblicas Árabes") fue un intento de unificación panárabe entre Libia, Egipto y Siria. Aunque aprobado en  plebiscitos en cada país el 1 de septiembre de 1971, los tres países estaban en desacuerdo sobre los términos específicos de la fusión. La federación duró desde el 1 de enero de 1972 hasta noviembre de 1977.
No debe ser confundida con la República Árabe Unida (1958-1961) que fue un único Estado soberano fruto de la unión entre Egipto y Siria.
El nombre Federación de Repúblicas Árabes también puede referirse a las siguientes propuestas:
- Federación entre Egipto, Libia y Sudán (1969/70–1971)
- Federación entre Egipto, Libia y Siria (1971/72–1974/77)
- Unión entre Egipto y Libia dentro de la Federación (1972–1973/74)
- Unión entre Egipto y Siria dentro de la Federación (1976–1977)
- Federación entre Egipto, Sudán y Siria (1977)

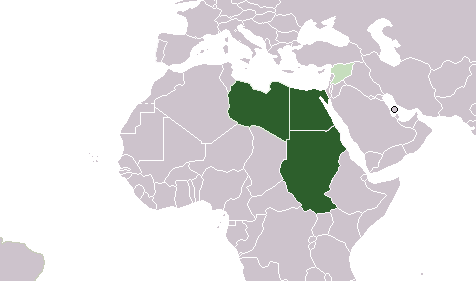
1970, Siria intenta unirse a la federación entre Egipto, Libia y Sudán
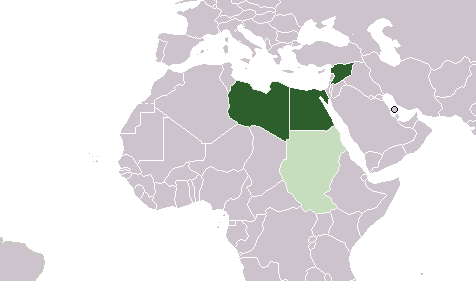
1971, Sudán se mantiene fuera de la Federación
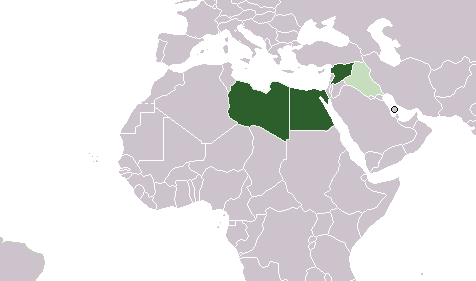
1972, Irak es invitado a unirse a la federación de Egipto, Libia y Siria

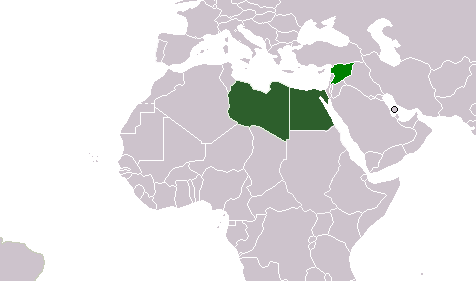
1973, Egipto y Libia fallan en formar una unión dentro de la Federación
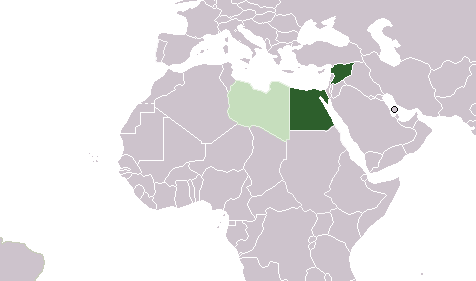
1976, Egipto y Siria intentan formar una unión dentro de la Federación
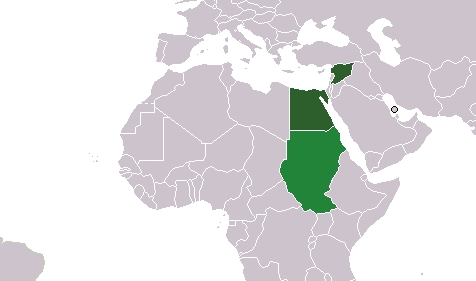
1977, Sudán intenta unirse a la federación entre Egipto y Siria